# Lucicutia major
Lucicutia major is een eenoogkreeftjessoort uit de familie van de Lucicutiidae. De wetenschappelijke naam van de soort is voor het eerst geldig gepubliceerd in 1911 door Wolfenden.